# Poggio (Sanremo)
Poggio ist eine Fraktion (italienisch frazione) von Sanremo in der Region Ligurien. Sie liegt im Osten des Zentrums von Sanremo auf einer kleinen Anhöhe auf 200 m s.l.m. Poggio gelangte durch das Radrennen Mailand–Sanremo zu größerer Bekanntheit, wo der Stadtteil den Schlussanstieg kurz vor dem Ziel darstellt.

## Sehenswürdigkeiten
- Santa Margherita d’Antiochia, Pfarrkirche im Ortskern
- Santuario di Nostra Signora della Guardia, Sanktuarium, 1671 entstanden.

## Radsport
Seit dem Jahr 1960 ist die Auffahrt nach Poggio ein fixer Bestandteil des Eintagesrennens Mailand–Sanremo. Sie wurde ins Programm aufgenommen, um das Rennen selektiver zu gestalten, da die Sieger in den vorangegangenen Jahren meist in Massensprints ermittelt wurde. Bereits bei seiner ersten Befahrung setzte sich mit dem Franzosen René Privat ein Fahrer im Anstieg vom Fahrerfeld ab und kam als Solist in Sanremo an. Auch in den nachfolgenden Jahren entschied der Poggio meist über den Rennausgang, da er erst 5,5 Kilometer vor dem Zielstrich passiert wird.
Die Auffahrt auf den Poggio di Sanremo (160 m), der umgangssprachlich als „Poggio“ bezeichnet wird, führt über die Via Duca D’Aosta und beginnt, nachdem die Fahrer rechts von der breiteren Via Aurelia (SS1) abgezweigt sind. Vor dem Anstieg kommt es im Fahrerfeld meist zu Positionskämpfen, da sich das Fahrerfeld im schmalen Anstieg in die Länge zieht und Lücken entstehen. Mit einer durchschnittlichen Steigung von gerade einmal 3,7 % ist der Anstieg relativ moderat und die Fahrer legen die 3,7 Kilometer heutzutage mit Durchschnittsgeschwindigkeiten von über 35 km/h zurück. Auf den ersten zwei Kilometern führt die Strecke über drei enge Kehren, in denen die Fahrer bremsen und im anschließend beschleunigen müssen. Die Durchschnittssteigung liegt in jenem Abschnitt bei über vier Prozent, ehe ein kurzes Flachstück folgt. Rund 500 Meter vor dem höchsten Punkt wird mit 8 % die maximale Steigung des Anstiegs erreicht. In diesem Abschnitt entstehen oftmals die rennentscheidenden Abstände. Die Kuppe wird an der Kreuzung zur Via Grossi Bianchi erreicht, ehe es auf dieser über eine technisch anspruchsvolle Abfahrt zurück zur SS1 geht.
Neben dem Poggio wird seit dem Jahr 1982 auch ein Anstieg nach Cipressa (239 m) befahren. Dieser wird rund 16 Kilometer zuvor überquert und sorgt für eine Vorselektion, ehe die Rennentscheidung meist auf der Auf- und Abfahrt des Poggio fällt.